# Volta a Castella i Lleó 2014
La Volta a Castella i Lleó 2014, 29a edició de la Volta a Castella i Lleó, es disputà entre el 16 i el 18 de maig de 2014, sobre un total de 523,2 km, repartits entre tres etapes. La cursa formava part del calendari de l'UCI Europa Tour 2014, amb una categoria 2.1.
El vencedor final fou l'espanyol David Belda (Burgos-BH) gràcies a la victòria aconseguida en l'etapa reina que li permeté obtenir un avantatge suficient per a obtenir el triomf. El van acompanyar al podi Marcos García (Caja Rural-Seguros RGA) i Sylvester Szmyd (Movistar Team). Belda també guanyà la combinada.
En les altres classificacions secundàries Paolo Ciavatta (Area Zero Pro Team) guanyà la classificació de la muntanya, José Joaquín Rojas (Movistar Team) la dels punts i el Caja Rural-Seguros RGA la classificació per equips.

## Equips
Setze equips van prendre part en aquesta edició, formant un gran grup de 123 ciclistes:
equips World TourMovistar Team
equips continentals professionalsCaja Rural-Seguros RGA
equips continentalsBurgos-BH, Euskadi, Efapel-Glassdrive, Radio Popular, Movistar Team Ecuador, Lokosphinx, 472-Colombia, Louletano-Dunas Douradas, LA Aluminios-Antarte, Team Stuttgart, Team Differdange-Losch, Area Zero Pro Team, Nankang-Fondriest i MG Kvis-Trevigiani

## Etapes
| Etapa    | Data       | Recorregut              |                         | Km    | Vencedor d'etapa         | Líder de la general      | Ref.  |
| -------- | ---------- | ----------------------- | ----------------------- | ----- | ------------------------ | ------------------------ | ----- |
| 1a etapa | 16 de maig | Ciudad Rodrigo - Zamora | Etapa plana             | 179,4 | José Joaquín Rojas (ESP) | José Joaquín Rojas (ESP) | [ 2 ] |
| 2a etapa | 17 de maig | Zamora - Alt de Lubián  | Etapa de muntanya       | 179,2 | David Belda (ESP)        | David Belda (ESP)        | [ 3 ] |
| 3a etapa | 18 de maig | Lubián - Bembibre       | Etapa de mitja muntanya | 164,6 | Luis León Sánchez (ESP)  | David Belda (ESP)        | [ 4 ] |

## Classificació general
|    | Ciclista                  | Equip                  | Temps       |
| -- | ------------------------- | ---------------------- | ----------- |
| 1  | David Belda (ESP)         | Burgos-BH              | 13h 51' 48" |
| 2  | Marcos García (ESP)       | Caja Rural-Seguros RGA | + 57"       |
| 3  | Sylvester Szmyd (POL)     | Movistar Team          | + 1' 01"    |
| 4  | Aleksey Rybalkin (RUS)    | Lokosphinx             | + 1' 38"    |
| 5  | Javier Moreno (ESP)       | Movistar Team          | + 1' 55"    |
| 6  | Jesús del Pino (ESP)      | Burgos-BH              | m. t.       |
| 7  | Edgar Pinto (POR)         | LA Aluminios-Antarte   | m. t.       |
| 8  | Federico Figueiredo (POR) | Radio Popular          | m. t.       |
| 9  | Antonio Carvalho (POR)    | LA Aluminios-Antarte   | + 2' 06"    |
| 10 | David Arroyo (ESP)        | Caja Rural-Seguros RGA | m. t.       |